# Locomotive à vapeur Tubize 2069
 (août 2024).
 (août 2024).
La mise en forme du texte ne suit pas les recommandations de Wikipédia : il faut le « wikifier ».
Les points d'amélioration suivants sont les cas les plus fréquents. Le détail des points à revoir est peut-être précisé sur la page de discussion.
- Les titres sont pré-formatés par le logiciel. Ils ne sont ni en capitales, ni en gras.
- Le texte ne doit pas être écrit en capitales (les noms de famille non plus), ni en gras, ni en italique, ni en « petit »…
- Le gras n'est utilisé que pour surligner le titre de l'article dans l'introduction, une seule fois.
- L'italique est rarement utilisé : mots en langue étrangère, titres d'œuvres, noms de bateaux, etc.
- Les citations ne sont pas en italique mais en corps de texte normal. Elles sont entourées par des guillemets français : « et ».
- Les listes à puces sont à éviter, des paragraphes rédigés étant largement préférés. Les tableaux sont à réserver à la présentation de données structurées (résultats, etc.).
- Les appels de note de bas de page (petits chiffres en exposant, introduits par l'outil «  Source ») sont à placer entre la fin de phrase et le point final[comme ça].
- Les liens internes (vers d'autres articles de Wikipédia) sont à choisir avec parcimonie. Créez des liens vers des articles approfondissant le sujet. Les termes génériques sans rapport avec le sujet sont à éviter, ainsi que les répétitions de liens vers un même terme.
- Les liens externes sont à placer uniquement dans une section « Liens externes », à la fin de l'article. Ces liens sont à choisir avec parcimonie suivant les règles définies. Si un lien sert de source à l'article, son insertion dans le texte est à faire par les notes de bas de page.
- La présentation des références doit suivre les conventions bibliographiques. Il est recommandé d'utiliser les modèles {{Ouvrage}}, {{Chapitre}}, {{Article}}, {{Lien web}} et/ou {{Bibliographie}}. Le mode d'édition visuel peut mettre en forme automatiquement les références.
- Insérer une infobox (cadre d'informations à droite) n'est pas obligatoire pour parachever la mise en page.

Pour une aide détaillée, merci de consulter Aide:Wikification.
Si vous pensez que ces points ont été résolus, vous pouvez retirer ce bandeau et améliorer la mise en forme d'un autre article.
La "Tubize 2069" (baptisée "HELENA") est une locomotive à vapeur industrielle belge préservée. Construite par les Ateliers de Tubize en 1927. La disposition de ses essieux est 0-3-0T.

## Histoire
Au moins 15 locomotives de ce type ont été construites. Trois ont été construites pour la Société Nationale des Chemins de fer Locaux (en néerlandais : Nationale Maatschappij van de Buurtspoorwegen). Au moins trois locomotives ont été construites pour l'usine Métallurgie Hoboken (à Overpelt). Il s'agissait des no 2068, no 2069 (HELENA) et no 2070.
Elle a été utilisée par la Métallurgie Hoboken (à Overpelt) pendant près de 50 ans (jusque dans les années 1970). Elle fut ensuite mise de côté (conservée comme réserve stratégique pour l'usine et donc toujours en état de marche).
En 1988, la locomotive est arrivée chez le collectionneur Sobemai, une entreprise basée à Maldegem. Outre la Tubize 2069, Sobemai à également récupérer la grue à vapeur Cockerill no 2643 (récupérée par le SDP), la Cockerill 503 et l'Énergie 507 (toute deux récupérées par l'association Train 1900). Elle n'est restée chez Sobemai que quelques mois à la suite de la création de l'association des "Amis Belges du Train à Vapeur" (ancien nom du Chemin de fer à vapeur Termonde - Puers) mais aussi de la réouverture de la ligne ferroviaire 52 (Termonde-Puurs), La Tubize 2069 est arrivée à la gare de Baasrode Noord.
En 2001, la Tubize a entamé sa grande restauration. Elle est à nouveau opérationnelle depuis l'été 2007. Elle a également visité le CFB (Chemin de fer du Bocq) à plusieurs reprises pour leur festival annuel. Elle a également visité le Stoomtrein Maldegem-Eeklo (à l'époque cela s'appelait encore le "Centre de la Vapeur de Maldegem").
Cependant, en 2014, elle à du être mise hors service en raison de problèmes avec la chaudière. L'entreprise VZW Tubize 2069 s'est alors retrouvée face à un dilemme : une nouvelle chaudière coûterait cher et les réparations demanderaient énormément de main-d'œuvre. Mais la deuxième option a été retenue, c'est pourquoi les volontaires se sont glissés dans la chaudière semaine après semaine, tous les samedis, pour remplacer les rivets ou retirer les pièces fines. Un des derniers soudeurs de chaudronnerie, métier qui n'existe plus en Belgique, est venu aider à souder les nouvelles pièces d'acier dans la chaudière.
Après 6 longue années de restauration, en 2020, la locomotive à pu rouler à nouveau. Malheureusement, cela tombait en pleine période de la pandémie de Covid-19, il a donc été décidé de continuer à bricoler pendant encore un an supplémentaire.
Aujourd'hui, c'est elle qui tracte le plus de trains de l'association et après toutes ses années de service, elle s'avère toujours être une locomotive polyvalente. Outre le fait qu'elle participe chaque année au festival annuel de l'association le "Scheldeland in Stoom" (Pays de L'Escaut en Vapeur), elle participe également à d'autres festival en Belgique comme sur le Chemin de fer du Bocq (PFT) ou au Chemin de fer à vapeur des Trois Vallées (CFV3V). Elle s'est également rendue plusieurs fois à l'étranger, une fois au Train 1900 (Luxembourg) en 2022. Elle a également participé à la "Parawozownia Wolzstyn" (à Wolsztyn en Pologne) en 2023 et 2024 pour leur festival annuel. La Tubize 2069 avait parcouru 1,000 kilomètres pour visiter ce chemin de fer. Elle a non seulement participé à ce festival, mais aussi toute la semaine qui a suivi. En Pologne, elle était autorisée à parcourir de longues distances et à des vitesses qu'elle n'aurait jamais pu parcourir en Belgique.

## Galerie de photographies

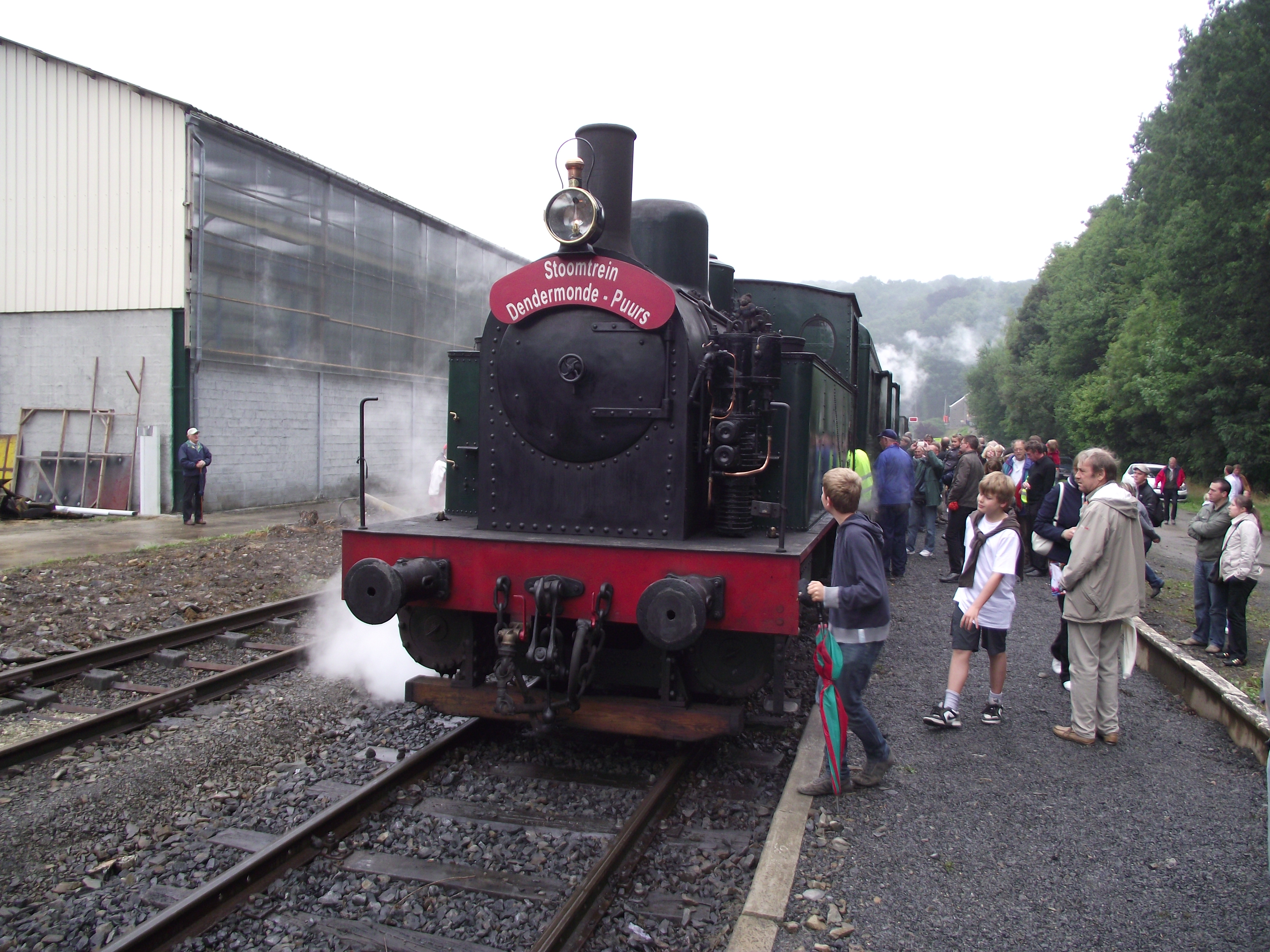
La Tubize 2069 "HELENA" au Chemin de fer du Bocq (PFT) à Spontin à l'occasion de leur festival le 15 août 2010.
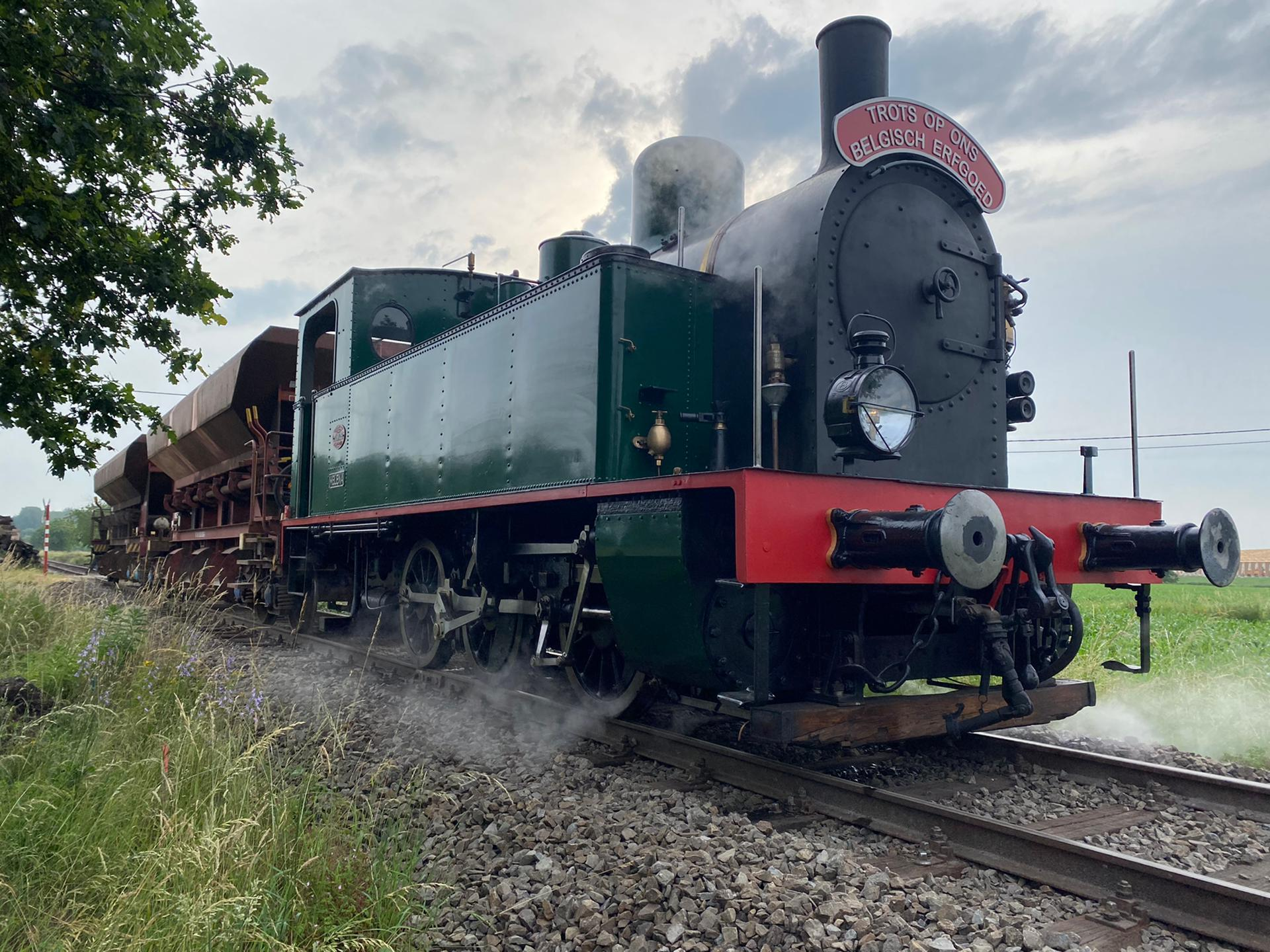
La Tubize 2069 "HELENA" à ça sortie  de révision générale sur la ligne 52 du Chemin de fer à vapeur Termonde - Puers le 12 juin 2021.
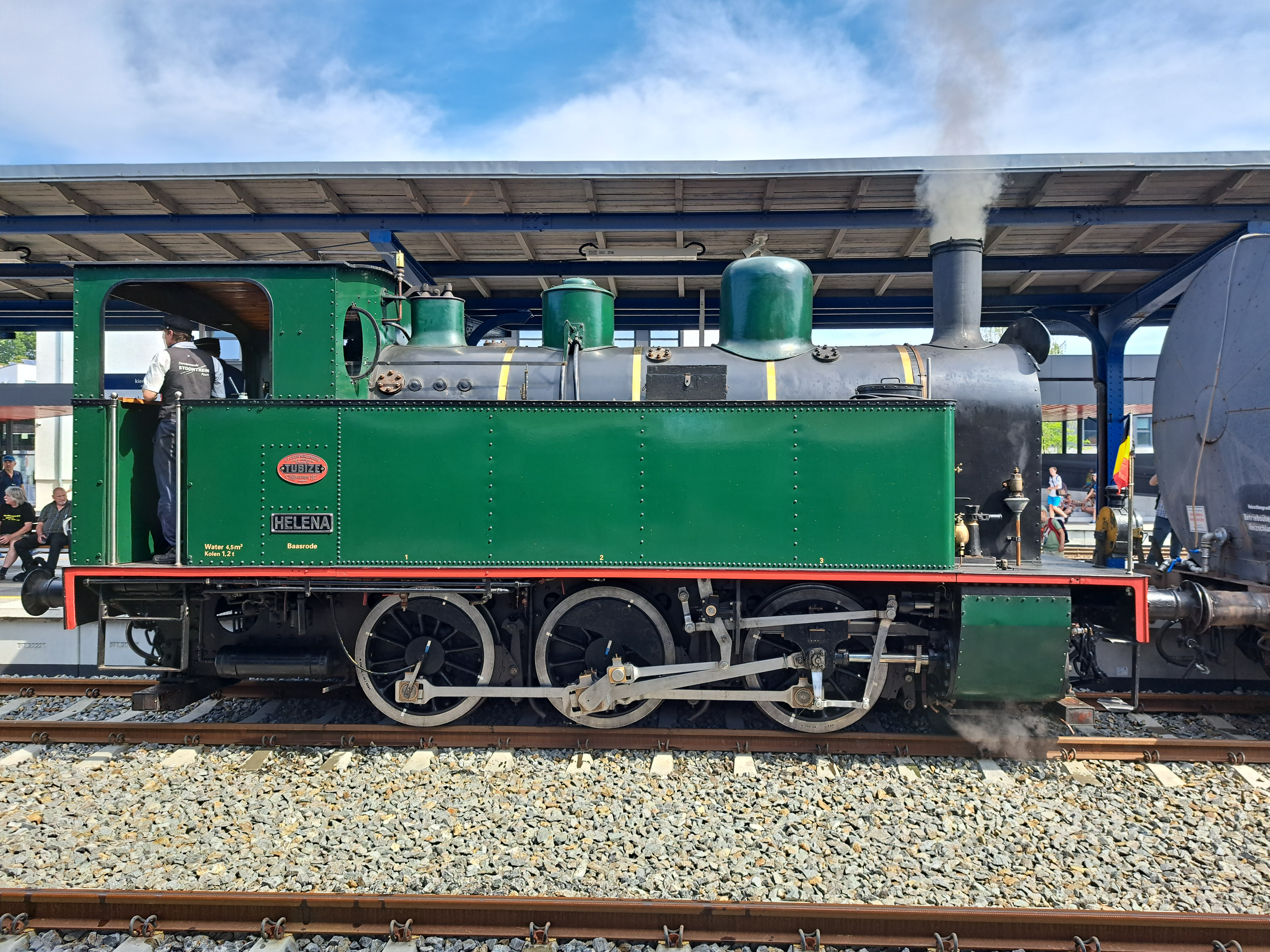
La Tubize 2069 "HELENA" lors du festival vapeur international de Wolsztyn (en Pologne) le 19 août 2023.